# Athena (band)

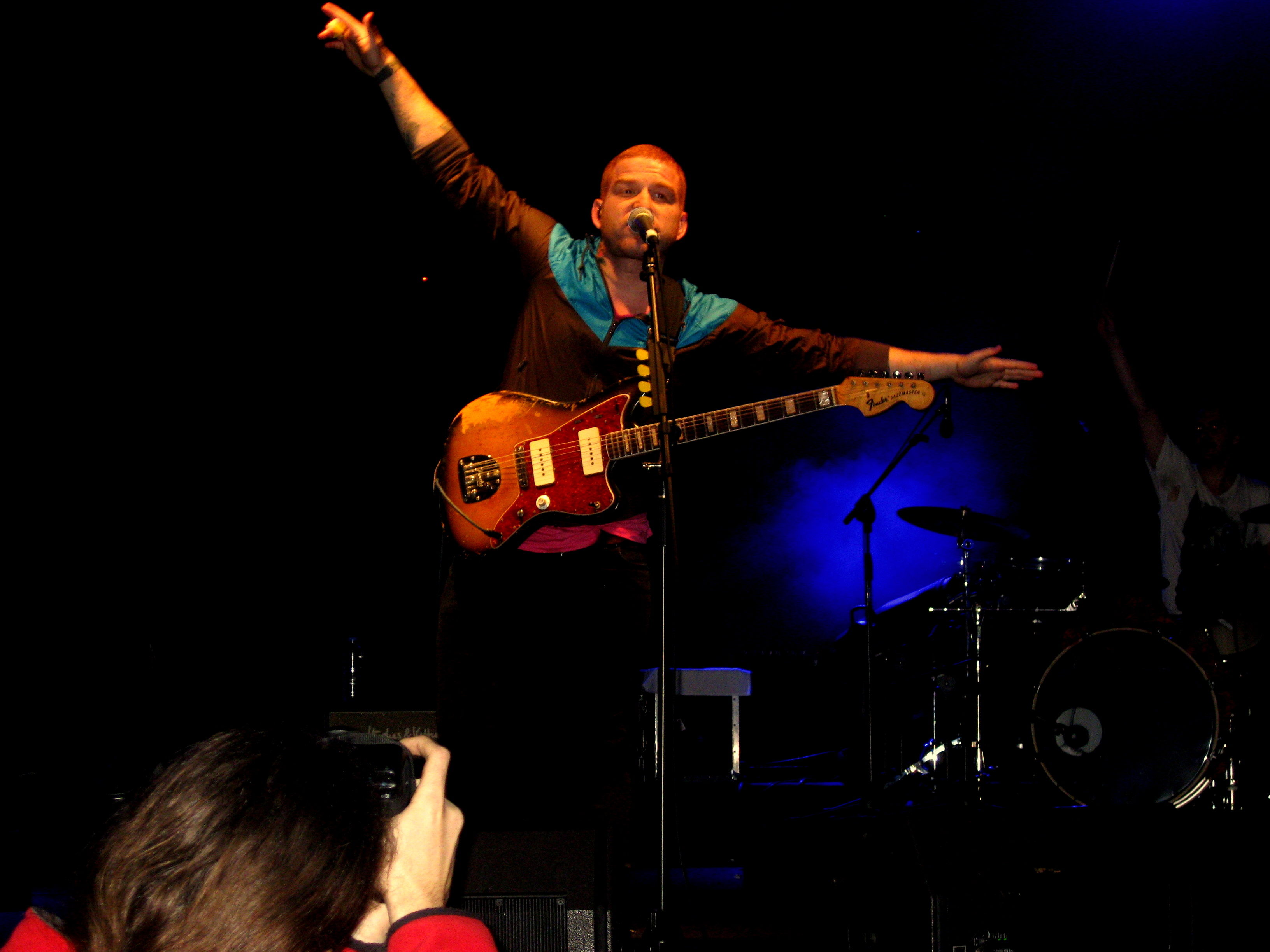
Athena

Athena is een ska-punkband uit Istanboel, Turkije. De leden zijn Hakan Özoğuz, Gökhan Özoğuz, Burak Gürpinar en Ozan Musluoğlu.
De band werd opgericht in 1987 door de broers Hakan Özoğuz en Gökhan Özoğuz. Aanvankelijk speelden ze metal maar later schakelden ze over op ska. 
Tot 1999 gaven ze vele concerten. Hun album Holigan was een succes en werd in voetbalstadions door jong en oud gescandeerd. Ze toerden door heel Turkije en mochten zelfs in het voorprogramma van The Rolling Stones spelen. 
Bij de eeuwwisseling gaven ze ook een concert en later werden ze in Duitsland uitgenodigd. De grootste radiozender, WDR, zond hun concert rechtstreeks uit.
Vervolgens werd het album Tam Zamanı Şimdi uitgebracht, en de single Yas¸amak Var Ya was meteen een succes. Het album behaalde al vrij spoedig de gouden status. Voor de nationale basketbalploeg schreven ze het lied 12 Dev Adam; Turkije eindigde als tweede op de Europese kampioenschappen en de pers schreef dat de spelers beter speelden dan de supporters dit liedje zongen.
Ook hun nieuwe album Herşey Yolunda  bracht weer twee hits met zich mee. 2003 was opnieuw een druk jaar. Terwijl ze op tournee waren met hun nieuwe album, startten ze een antioorlogsbeweging tegen de oorlog in Irak, waarvoor ze het lied No need for war uitbrachten. Ze gaven nog vele concerten met bekende namen. In januari 2004 gaven ze ook concerten in Nederland. 
Athena werd rechtstreeks aangewezen om Turkije te vertegenwoordigen op het Eurovisiesongfestival 2004 in Istanboel. Ze zongen enkele liedjes en het publiek koos For real. Dat lied werd wel nog wat aangepast, maar men verwachtte dat het niet zo hoog zou eindigen omdat ska-punk zeker niet vaak voorkomt op het songfestival. Niets was echter minder waar, want de groep eindigde als vierde. Daarna traden ze nog op in Duitse televisieshows.

## Discografie
- 1993 - One Last Breath
- 1998 - Holigan (Hooligan)
- 2000 - Tam Zamanı Şimdi (It's The Right Time)
- 2001 - Mehteran Seferi
- 2002 - Hersey Yolunda  (Everything's Alright)
- 2004 - Us  (Intelligence)
- 2004 - For Real
- 2005 - Athena
- 2006 - İt
- 2007 - Fenerbahce 100. Yil
- 2010 - Pis

1975: Semiha Yankı · 
1978: Nilüfer & Nazar · 
1980: Ajda Pekkan · 
1981: Modern Folk Trio & Ayşegül · 
1982: Neco · 
1983: Çetin Alp & The Short Waves · 
1984: Beş Yıl Önce On Yıl Sonra · 
1985: MFÖ · 
1986: Klips ve Onlar · 
1987: Seyyal Taner & Lokomotif · 
1988: MFÖ · 
1989: Pan · 
1990: Kayahan · 
1991: İzel Çeliköz, Reyhan Karaca & Can Uğurluer · 
1992: Aylin Vatankoş · 
1993: Burak Aydos · 
1995: Arzu Ece · 
1996: Şebnem Paker · 
1997: Şebnem Paker & Grup Etnik · 
1998: Tüzmen · 
1999: Tuba Önal & Grup Mistik · 
2000: Pınar Ayhan & Grup SOS · 
2001: Sedat Yüce · 
2002: Buket Bengisu & Grup Safir · 
2003: Sertab Erener · 
2004: Athena · 
2005: Gülseren · 
2006: Sibel Tüzün · 
2007: Kenan Doğulu · 
2008: Mor ve Ötesi · 
2009: Hadise · 
2010: MaNga · 
2011: Yüksek Sadakat · 
2012: Can Bonomo